# Affaire Alfred Petit
Alfred Petit, né le 16 juillet 1965 à Mont-Saint-Aignan (Seine-Maritime) et mort le 17 février 2009 à la prison de Bois-d'Arcy (Yvelines), est un criminel français surnommé « Conan le barbare ». Il a commis un double meurtre au cours d'une permission de sortie d'un centre pénitentiaire où il purgeait une peine d'emprisonnement pour vol à main armée, tentative de meurtre et tentative d'enlèvement.

## Biographie

### Enfance et milieu familial
Alfred Petit porte le même prénom que son père. Ce dernier, né le 26 mars 1939 à Mésangueville et mort le 15 janvier 2004 à Franqueville-Saint-Pierre, a suivi dans sa jeunesse un apprentissage de charcutier puis est devenu agent des Compagnies républicaines de sécurité (CRS). Sa mère Victoria donne naissance à une fille prénommée Victoria elle aussi. Les témoignages sur les membres de la famille Petit sont rares : ils vivent repliés sur eux-mêmes et sous la stricte domination du père, tyran domestique qui instaure un cadre familial instable et dysfonctionnel. Le garçon vit reclus, sans relations sociales ou amicales et sous la dépendance affective d'une mère qu'il adore et d'un père qu'il redoute
Alfred Petit a depuis toujours éprouvé une phobie à l'égard de l'uniforme, répulsion qui s'expliquerait par le mélange de crainte et de haine à l'égard de son père, qui a fait carrière dans les CRS. Le chef de famille, personnage sanguin redouté des habitants de Franqueville-Saint-Pierre tyrannise son fils, le bat parfois, lui interdit d'inviter des amis à la maison et contrôle ses moindres faits et gestes, comme le temps qu'il passe sous la douche ou l'utilisation qu'il fait de la chasse d'eau. Même les médailles qu'il rapporte de ses compétitions de judo font l'objet de réflexions désobligeantes. Dès son enfance, le garçon voit des complots se tramer partout autour de lui, son père répétant que son statut de policier expose la famille à de nombreuses menaces.
Mesurant un mètre quatre-vingts pour une large carrure taillée tout d'une masse, avec le visage farouche encadré de cheveux longs, Alfred Petit impressionne ceux qui ont affaire à lui — policiers, avocats ou experts. Ce physique lourd et les violences criminelles qui lui sont associées lui valent le surnom de « Conan le Barbare ».
Après des études de comptabilité interrompues, il devient vigile dans une société de surveillance.

### Infractions, condamnations et aménagements de peine
En 1984, durant son service militaire à la base aérienne de Mérignac, Alfred Petit braque une recrue venue le relever de sa garde. Le conseil de discipline le condamne à vingt jours d'arrêt et dix jours de service militaire supplémentaires.
En 1986, à l'âge de 21 ans, l'homme est condamné à quinze ans de réclusion criminelle pour tentative de meurtre sur l'un des trois policiers qui effectuaient à Saint-Étienne-du-Rouvray le contrôle de son véhicule, dont le coffre était rempli d'armes à feu et d'une panoplie pour l'organisation d'un cambriolage. Les policiers étant des collègues d’Alfred Petit père, qu'ils détestent par ailleurs cordialement, ce dernier voit l’arrestation de son fils comme un complot.
Le 23 novembre 1990, lors d'un transfert de la prison de Caen où il purge sa peine vers un hôpital où il doit être opéré, il s'empare de l'arme d'un policier puis s'enfuit dans un taxi dont il prend le chauffeur en otage. Petit se voit condamné pour ces faits à dix ans de prison par la Cour d'assises du Calvados.
Au cours de ses années de détention, Alfred Petit voit sa peine aménagée par le juge de l'application des peines. Il s'agit de favoriser la réinsertion du condamné, de rétablir ses liens sociaux mais l'homme n'est pas autorisé à voir ses parents car son père est considéré comme nuisible à ce processus de réinsertion. Le 12 avril 2001, il bénéficie pour la troisième fois d'une permission de sortie du centre de détention de Val-de-Reuil (Eure) ; la durée en a été fixée à trois jours et le détenu doit loger dans un foyer. Cependant il y dépose seulement ses affaires, part loger chez ses parents malgré l'interdiction de la justice et ne se présente pas au centre pénitentiaire le 15 avril à l'expiration de sa permission. Dès lors un mandat d'arrêt est diffusé contre sa personne mais aucune  poursuite n'est engagée faute de véritable suivi judiciaire de l'individu en probation.
Alfred Petit entame une cavale qui dure plus d'un mois et au cours de laquelle il voit ses parents ou les appelle régulièrement. Malgré son lourd passé judiciaire l'homme n'est pas considéré comme dangereux et la brigade de gendarmerie ne se rend au domicile des parents du détenu que trois semaines après sa disparition.

## Double meurtre

### Meurtre du couple Roussel
Le vendredi 18 mai 2001 à Saint-Jacques-sur-Darnétal (Seine-Maritime), les forces de l'ordre découvrent le cadavre calciné de Jean-Jacques Roussel près de sa grange incendiée. L'autopsie révèle que la mort de l'ingénieur en pétrochimie est due à un coup de fusil. Au domicile de la victime, son épouse Danielle Roussel est introuvable et la voiture du couple a disparu. Le fils des époux Roussel, Julien, 21 ans, rentré chez ses parents dans la nuit après une fête en ville, s'étonne du désordre dans la maison familiale mais ne s'en alarme pas. C'est au matin qu'il apprend la mort de son père et la disparition de sa mère.
Durant trois jours les gendarmes multiplient les battues dans les forêts afin de retrouver le corps de Danielle.
Le dimanche 20 mai sur la commune de Boos, lors du contrôle d'une Fiat Uno accidentée, des gendarmes sont menacés d'une arme par son conducteur qui tire même sur l'un d'eux mais sans que l'arme ne fonctionne. L'homme s'enfuit à pied. Il a abandonné un sac, une parka, ses papiers et une permission de sortie de prison au bénéfice d'un dénommé Alfred Petit. Le véhicule abandonné est celui des époux Roussel ; le coffre est tout entier maculé de sang, qui s'avère être celui de Danielle Roussel.
Le 21 mai, au cours des battues et des recherches menées, Alfred Petit fils est retrouvé, hagard, près d'un cimetière, dans un champ de colza voisin du domicile de ses parents et de celui des époux Roussel où il a aménagé une tente de fortune. Il est arrêté sans opposer de résistance mais affirme qu'il ne sait rien et refuse de répondre aux questions qui lui sont posées concernant le meurtre de Jean-Jacques Roussel et la disparition de sa femme.
Le mardi 22 mai, un promeneur signale à la police un corps flottant sur la Seine. Il s'agit du tronc de Danielle Roussel. Le lendemain, les jambes et les bras sont retrouvés dans le fleuve mais pas la tête. Le meurtrier a vidé la victime de ses intestins et a placé dans le tronc l'arme qui a servi à tuer Jean-Jacques Roussel. L'autopsie révèle la cause du décès, une décharge de fusil de chasse dans l'abdomen comme l'a reçue son mari, et démontre que l'assassin a procédé au démembrement de manière très méticuleuse et expérimentée.

### Réactions de l'opinion publique
Le double meurtre commis par un récidiviste ayant bénéficié d'une permission de sortie soulève l'émoi et la colère de la population contre l'institution judiciaire. Le procureur d'Évreux fait part de son émotion mais entend se justifier et Marylise Lebranchu, ministre de la Justice de 2000 à 2002, ne relève pas de faute commise dans le processus de réinsertion du condamné ; elle s'étonne en revanche du retard et du manque de réaction des autorités au moment où elles ont appris qu'Alfred Petit n'avait pas regagné sa prison : c'est manifestement à tort que l'homme n'était pas considéré comme quelqu'un de potentiellement dangereux.

### Instruction

#### Enquête
La police décèle une trace de sang correspondant à celui de Danielle Roussel dans la poche de jeans d'Alfred Petit et sur sa parka. Dans la Fiat Uno du couple dont il s'était emparé, elle retrouve les gants de l'épouse tachés de son sang, à l'intérieur l'ADN d'Alfred Petit et les papiers du véhicule au nom de madame Roussel ; dans la parka abandonnée près du véhicule, des cartouches de chasse Brenneke de calibre 12 qui correspondent aux projectiles du double meurtre et le fusil de chasse correspondant qui a servi à braquer les policiers. Dès lors la culpabilité du suspect est assurée. Lors des interrogatoires sur son passé judiciaire, l'accusé minimise ses actes ou se dédouane de toute responsabilité. Devant le juge d'instruction, à propos des deux meurtres, il garde le silence. Son avocat Philippe Lescene estime que le mutisme de son client alourdit les soupçons qui pèsent sur lui mais ne le rend pas pour autant coupable : il peut avoir été seulement le complice ou le témoin des faits. Au terme de l'instruction, les expertises psychiatriques concluent qu'Alfred Petit est pénalement responsable de ses actes.

#### Première reconstitution de la scène de crime
Sept mois après les faits le juge d'instruction de Rouen Alain Gallère procède à la reconstitution du crime à la grange de Jean-Jacques Roussel ; il s'agit de s'assurer qu'Alfred Petit a pu être présent sur les lieux, de déterminer les mobiles qui l'animaient et de détailler l'enchaînement possible des faits lors du double meurtre. Sont présents sur les lieux Julien et Stéphanie Roussel, les enfants des victimes. L'accusé refuse de prêter son concours, reste muet et ne manifeste aucune émotion. Il ressort des faits rassemblés qu'au cours de sa fuite Alfred Petit aurait trouvé refuge dans la grange de Jean-Jacques Roussel ; le propriétaire l'y ayant découvert le soir lui aurait demandé de quitter les lieux ; une altercation aurait éclaté suivie du meurtre de Jean-Jacques Roussel. Peu après son épouse se serait rendue à la grange à la recherche de son mari et Alfred Petit l'aurait tuée. Réagissant à ce scénario hypothétique, l'accusé affirme qu'il n'aurait jamais tué le couple pour des raisons aussi futiles.

## Procès
Avant sa comparution aux assises, Alfred Petit est jugé en appel devant le tribunal correctionnel pour sa fuite lors de sa permission de sortie du centre de détention de Val-de-Reuil. Il est condamné à trois ans de prison, une peine lourde que le procureur justifie par le fait que le prévenu a trahi la confiance qu'on lui avait accordée.

### Premier procès
Quelques semaines avant le procès, Alfred Petit récuse son avocat Philippe Lescene mais s'en voit commettre un d'office : Yves Mahiu.

#### L'accusé
Le 8 décembre 2003, commence le procès à la cour d'assises de Seine-Maritime. Malgré des preuves matérielles accablantes l'accusé clame son innocence et lit au début de l'audience un texte adressé au président de la cour dans lequel il dit vouloir que la vérité sorte des débats mais où il annonce ne plus souhaiter prendre la parole.

#### La famille Petit
Les membres de la famille Petit présents au tribunal sont persuadés d'être les victimes d'une persécution orchestrée contre eux : la mère estime que la justice s'acharne sur son fils, sa fille Victoria, aux capacités intellectuelles très limitées, tient le même discours mais c'est l'apparition du père qui marque l'assistance. Animé par la colère et la brutalité, hurlant et gesticulant, l'homme nie être venu en aide à son fils lors de sa cavale ; il invective et insulte les enfants des victimes et clame que c'est son fils qui est victime de la haine que d'anciens collègues CRS lui vouent depuis longtemps. Selon ses dires, dix-sept ans plus tôt, certains d'entre eux  auraient par vengeance malmené et provoqué son fils Alfred, ce qui aurait poussé ce dernier à commettre une tentative de meurtre sur l'un des policiers et lui aurait fait subir sans l'avoir méritée sa première incarcération.
C'est d'ailleurs à propos de cette ancienne affaire qu'Alfred Petit père lance une apostrophe déconcertante à l'adresse de Julien Roussel ; il lui demande si sa famille n'habite pas à l'endroit où résidait auparavant un certain Pierre Houppe ; or cet homme a été l'avocat des trois policiers victimes des agissements d'Alfred Petit en 1986 et a de ce fait plaidé contre lui. Alfred Petit père laisse donc entendre que son fils s'en serait pris aux époux Roussel en croyant se venger de Pierre Houppe et entraîner dans la mort son épouse. La coïncidence est établie que les Roussel ont bien été un temps les voisins des Houppe mais des investigations plus poussées battront en brèche ce mobile supposé qui aurait conduit l'accusé à commettre une terrible méprise.

#### Les lacunes du dossier
La culpabilité d'Alfred Petit semble ne faire aucun doute mais l'examen du dossier d'instruction révèle de graves lacunes et des négligences de la part des enquêteurs : ces derniers n'ont pas exploité la déposition de deux témoins qui déclaraient avoir vu des véhicules suspects près de la grange quelques jours avant le crime et le soir même du double meurtre ; de même, sachant que le corps de Danièle Roussel a été démembré avec précision, ils ont bien saisi les couteaux de boucherie d'Alfred Petit père au lendemain du crime mais sans les faire analyser ni établir de lien formel avec les compétences de l'homme en matière de découpe d'animaux. Le médecin légiste rappelle pourtant à la barre la grande précision, fort peu commune, dans le dépeçage du corps de Danièle Roussel ; dès lors se fait jour le scénario selon lequel le père aurait aidé son fils à se débarrasser des cadavres.

#### Le témoignage de Dominique Lemauviel
Cette hypothèse est renforcée au quatrième jour du procès, le jeudi 11 décembre, par les déclarations d'un témoin supplémentaire, Dominique Lemauviel, qui vient de révéler, dans le journal Paris-Normandie paru le matin même, avoir vu l'incendie de la grange et aperçu deux hommes sortant du chemin qui menait du bâtiment à la route. À l'époque des faits son témoignage avait été négligé par les enquêteurs mais à présent beaucoup pensent que les deux hommes aperçus seraient Alfred Petit accompagné de son père et que ce dernier aurait participé au crime. Dès le lendemain le témoin est convoqué à la cour d'assises. À l'audience il signale que l'un des deux hommes avait une démarche très particulière, une claudication maladroite. Après sa déposition, le président demande de faire entrer Alfred Petit père et, lorsque ce dernier s'avance, l'assistance constate que son déhanchement correspond précisément à la démarche décrite par le témoin.
Dès lors le père devient un réel suspect et le président de la cour d'assises demande, fait exceptionnel, le renvoi du procès avec supplément d'information pour combler les lacunes de l'enquête et vérifier le témoignage de Dominique Lemauviel.

### Nouvelle instruction

#### Perquisition et mort d'Alfred Petit Père
Deux ans et demi après les faits, le 13 décembre 2003, le nouveau juge d'instruction Christian Balayn ordonne une perquisition de la maison familiale des Petit et la saisie des couteaux de boucherie du père à des fins d'expertise ADN. Les analyses n'ayant rien donné le chef de famille est laissé en liberté mais le 15 janvier 2004 il est retrouvé mort par pendaison dans une grange à 500 mètres de son domicile. L'autopsie conclut à un suicide. Avant de mourir, Alfred Petit père a rédigé deux lettres, l'une à l'attention de son épouse et l'autre adressée au juge d'instruction dans laquelle il clame son innocence et défend celle de son fils.

#### Seconde reconstitution de la scène de crime
Une nouvelle reconstitution à la grange a lieu en présence cette fois du témoin Dominique Lemauviel. Son récit est fragilisé par deux constats faits sur place : d'une part, étant placé à six mètres environ des hommes qu'il a aperçus, il n'aurait pas seulement remarqué la démarche particulière d'Alfred Petit père mais aurait aussi gardé en mémoire son visage ; d'autre part le témoin déclare avoir vu les pompiers arriver à un carrefour voisin de la grange peu après avoir observé l'incendie et les hommes qui en étaient proches ; or un tout premier témoin de l'incendie de la grange s'est approché du bâtiment vers 6 h 10, n'y a vu personne puis a appelé les pompiers qui sont arrivés vers 6 h 35 audit carrefour. Entre ces deux horaires il est avéré que plusieurs badauds et témoins se sont approchés des lieux de l'incendie. Dominique Lemauviel n'aurait donc vu que deux d'entre eux et non les Petit père et fils.

### Deuxième procès
Le 3 décembre 2004, un an après le renvoi, s'ouvre le deuxième procès devant la cour d'assises de Rouen. Le supplément d'information n'a rien apporté de nouveau mais il reste l'espoir d'obtenir des aveux de la part d'Alfred Petit après la mort de son père, qu'il protégeait peut-être, ou des révélations de la bouche de sa mère ou de sa sœur, libérées de l'emprise du chef de famille. Mais l'accusé nie être coupable et clame que la justice a tué son père ; la mère quant à elle accuse le monde d'avoir tué son mari et pris son fils.
Cette fois Alfred Petit semble vouloir désorganiser le débat : il lance des invectives, des propos incohérents, jette des provocations pleines de hargne, souhaite changer d'avocat puis se ravise, finit par le récuser au bout de trois jours et interdit enfin à celui qu'on lui a commis d'office de dire quoi que ce soit.
Le 11 décembre 2004 la cour d'assises de Rouen condamne Alfred Petit à la réclusion criminelle à perpétuité assortie d'une peine de sûreté de 22 ans.

### Troisième procès
Alfred Petit ayant fait appel du jugement, la cour d'assises de Rouen le condamne, au terme d'un troisième procès le 15 novembre 2006, à la réclusion criminelle à perpétuité mais cette fois sans peine de sûreté. La partie civile manifeste son incompréhension à l'issue de cette décision, plus clémente que la précédente.
Le condamné, multirécidiviste, ne peut, selon les dispositions de la loi, demander sa libération conditionnelle avant 2025, soit à l'âge de 60 ans.

## Mort d'Alfred Petit
Alfred Petit fils met fin à ses jours par pendaison, comme son père, durant la nuit du 16 au 17 février 2009, dans sa cellule de la maison d'arrêt de Bois-d'Arcy (Yvelines).